# Danh sách tập phim Hamtaro

Tập DVD tiếng Anh đầu tiên

Đây là danh sách các tập trong bộ anime Hamtaro, dựa trên bộ sách thiếu nhi của Ritsuko Kawai. Bộ anime được đạo diễn bởi Osamu Nabeshima và được sản xuất bởi Shogakukan. Bộ truyện xoay quanh cuộc phiêu lưu của một chú chuột hamster dũng cảm và trẻ con tên Hamtaro, cùng những người bạn Ham-Ham của mình. Nó bắt đầu được phát sóng tại Nhật Bản vào ngày 7 tháng 7 năm 2000. Hamtaro đã được phát sóng trên khắp thế giới trên nhiều đài.
Kể từ ngày 5 tháng 4 năm 2006, một loạt phim được gọi là Norisuta Hai bắt đầu phát sóng các tập Hamtaro dài năm phút được gọi là " Tottoko Hamutaro: Norisuta Hai! " Loạt phim Norisuta Hai được làm hoạt hình khác với loạt phim gốc; đáng chú ý nhất là tỷ lệ đầu trên cơ thể bị tắt và được thiết kế để thu hút khán giả nhỏ tuổi. Dường như không có bất kỳ mối liên hệ nào giữa Hamtaro và Tottoko Hamutaro: Norisuta Hai! ngoài sự xuất hiện dự kiến của tất cả mười lăm Ham-Ham ban đầu (không bao gồm Lapis và Lazuli).
Hamtaro 1.1 - 1.12 đã được phát hành tại Úc, với ba tập trên mỗi DVD. Nhưng không có kế hoạch phát hành thêm cho các tập khác. Hamtaro Tập 1 - Tập 3, với bốn tập trên mỗi DVD đã được RTL2 phát hành tại Đức. Trong các tập phim Hoa Kỳ trên mỗi DVD từ Viz, với các bản xem trước của nội dung Hamtaro, bao gồm cả quảng cáo CBS cho chương trình, một đoạn giới thiệu của Hamtaro: Ham-Hams Unite! trò chơi điện tử, quảng cáo của bộ Hamtaro Playhouse và quảng cáo cho Franklin . Tại Singapore, bộ hộp DVD Hamtaro có sẵn 4 đĩa của mùa đầu tiên (26 tập) với sáu tập trên mỗi đĩa. Ngoài ra còn có các bộ 27 tập được đóng hộp với sáu đến bảy tập trên mỗi bốn đĩa. Hamtaro Phần 2, 3 và 4 được phát hành theo cách đó.

## Danh sách các tập

### Mùa 1
| STT Tập | Tiêu đề                                                                    | Ngày phát sóng đầu tiên | Ngày phát sóng tiếng anh | Ngày phát sóng tiếng việt |
| --- | -------------------------------------------------------------------------- | ----------------------- | ------------------------ | ------------------------- |
| 1 | "Hamtaro" Hamtaro ở đây!"" とっとこ登場!ハム太郎                           | 2000 - 7 - 7            | 2002 - 6 - 3             | ----                      |
| Một cô bé 11 tuổi tên Laura cùng với bố mẹ, chú chó Brandy và chú chuột hamster Hamtaro của cô chuyển đến ngôi nhà mới của họ. Sau khi họ đến ngôi nhà mới, Hamtaro ra khỏi lồng của mình và đi ra ngoài, nơi anh ta gặp một con chuột hamster tên là Oxnard. Cả Hamtaro và Oxnard đều rơi xuống lòng đất, chỉ để gặp một chú chuột tên Boss và ngôi nhà của anh ta. Họ đi ra ngoài và hát một bài hát cho một con chuột lang cái tên là Bijou. Tuy nhiên, sau màn biểu diễn khiêu vũ, Hamtaro nhận thấy Bijou đang nháy mắt với mình, báo hiệu rằng cô ấy sẽ thích anh. Trong khi đó, Laura và cha cô ấy đang đi dạo quanh thành phố, nơi Laura gặp Kana và mua một cuốn nhật ký. |                                                                            |                         |                          |                           |
| |                                                                            |                         |                          |                           |
| 2 | "The Ham-Ham Clubhouse" "Câu lạc bộ Ham-Ham" とっとこ作るよ!地下ハウス     | 2000 - 07 - 14          | 2002 - 6 - 4             | ----                      |
| Boss giới thiệu Hamtaro và Oxnard với những người bạn của mình, Pashmina, Penelope, Howdy và Dexter. Vào một ngày mưa, một con mèo xuất hiện và tấn công Penelope, nhưng Hamtaro đã đánh bại nó. Boss cho cả nhóm xem ngôi nhà của mình, chỉ để tìm thấy một con chuột hamster đang ngủ tên là Snoozer. Khi Ham-Hams quyết định chuyển nhà của Boss thành Ham-Ham Clubhouse, Laura chuyển đến trường của mình và gặp giáo viên mới của cô, ông Yoshi và một số bạn cùng lớp, Kana, Travis, Kylie, và June; hai trong số đó là chủ sở hữu của Penelope và Pashmina |                                                                            |                         |                          |                           |
| |                                                                            |                         |                          |                           |
| 3 | "Calling all Ham-Hams!" "Gọi tất cả Ham-Hams!" とっとこ集まれ!ハムちゃんず | 2000 - 07 - 21          | 2002 - 06 - 05           | ----                      |
| Pashmina và Penelope giới thiệu bạn bè của họ là Maxwell, Panda, Sandy và Cappy với những Ham-Hams khác. Trong khi chơi ở Ham-Ham Clubhouse, Howdy và Dexter bắt đầu tranh cãi, với Ham-Hams đã làm cho toàn bộ Clubhouse trở nên lộn xộn khiến họ rất khó chịu, chỉ để bị Boss khởi động ra khỏi đó. Boss cảm thấy anh ấy chỉ có một mình và muốn các Ham-Hams khác quay trở lại, vì vậy họ quyết định làm như vậy. Trong khi đó, Laura nhận được điểm A và cô ấy cố gắng nói với cha mẹ mình, nhưng họ quá bận nên Laura nói với họ về điều đó vào buổi tối sau khi họ trở về.                                                                                                   |                                                                            |                         |                          |                           |
| |                                                                            |                         |                          |                           |
| 4 | "Come Out, Bijou!" "Ra ngoài, Bijou!" とっとこ飛び出せ!リボンちゃん        | 2000 - 07 - 28          | 2002 - 06 - 06           | ----                      |
| Boss muốn gặp Bijou tại câu lạc bộ Ham-Ham, nhưng Bijou không muốn đi vì cô ấy nghĩ rằng nếu chủ của cô ấy (Maria), trở về trước cô ấy, cô ấy sẽ rất buồn. Bijou biết rằng cô ấy sẽ trở lại trước chủ nhân của mình và cuối cùng đã đến câu lạc bộ. Trong khi đó, Laura vô tình bị nước bắn vào người. Travis đưa cho cô ấy chiếc khăn của anh ấy và Laura lau khô người trước khi trả lại chiếc khăn. |                                                                            |                         |                          |                           |

## Phim

### Văn Phong
| Tiêu đề                             | Năm     | Doanh thu gộp                         | Ref               |
| ----------------------------------- | ------- | ------------------------------------- | ----------------- |
| Những cuộc phiêu lưu ở Ham-Ham Land | 2001    | 2,710,000,000 yên Nhật ($ 25.000.000) | [ 4 ] [ 5 ] [ 6 ] |
| Công chúa bị giam cầm               | 2002    | 1,910,000,000 yên Nhật                | [ 4 ]             |
| Phép màu ở Thung lũng Aurora        | 2003    | 1,300,000,000 yên Nhật                | [ 7 ]             |
| Toàn bộ                             | Toàn bộ | 5,92 tỉ yên Nhật                      |                   |